# Google Calendar
Google Calendar, el nom del qual és un codi anterior CTM, és una agenda i calendari electrònic desenvolupat per Google. Permet sincronitzar-lo amb els contactes de Gmail de manera que puguem convidar-los i compartir esdeveniments. Està disponible des del 13 d'abril de 2006. Encara que els usuaris no estan obligats a tenir un compte de Gmail, sí han de disposar d'un Google Account per poder usar el programari. Google Calendar juntament amb Gmail, Google Docs i Google Talk van deixar la seva qualitat de Beta i van passar a ser productes acabats el 7 de juliol de 2009.

## Característiques
La interfície de Google Calendar ha estat dissenyada per Kevin Fox, és similar a altres utilitats de calendari per a escriptori tals com Microsoft Outlook o iCal para Mac US X. La interfície amb tecnologia AJAX permet als usuaris veure, agregar i encara arrossegar i deixar anar esdeveniments d'una data a una altra sense recarregar la pàgina. Ofereix una varietat de vistes, tal com setmanal, mensual i agenda.
Els usuaris poden agregar ràpidament esdeveniments de calendari teclejant frases en llenguatge natural, tal com "Sopa amb Josep demà 7pm". Els usuaris poden també fixar el nombre de dies a mostrar en la seva manera de vista personalitzada. Tots els esdeveniments en un Google Calendar poden ser comentats pels usuaris.
Els esdeveniments s'emmagatzemen online, la qual cosa significa que el calendari pot ser vist des de molts llocs. En cas que un usuari experimenti una falla de disc dur, també significa que cap informació es perd. L'aplicació pot importar arxius de calendari de Microsoft Outlook (.csv) i iCalendar (.ics, el format obert de facto d'arxiu de calendari), encara que en aquesta etapa només quan els camps estan en format EUA. Múltiples calendaris poden ser agregats i compartits, permetent diversos nivells de permisos per als usuaris. Això permet la col·laboració i compartir horaris entre grups o famílies. Existeixen també calendaris generals disponibles per importar en el compte de l'usuari que contenen les festes nacionals de diversos països.

## Compartir calendaris
Google Calendar permet que múltiples calendaris siguin creats i mostrats en la mateixa vista. Aquests també poden ser fàcilment compartits, ja sigui de sols lectura o amb control complet, i solament per a persones especificades o per a tots. Per exemple, fer un calendari compartit per a cada equip o club esportiu, i un calendari separat per a esdeveniments privats. Els esdeveniments de tots dos es mostren
costat a costat al mateix calendari, en diferents colors.

## Sincronitzar calendaris
Google Calendar suporta el protocol CalDAV. Aquest protocol ens permet sincronitzar el nostre calendari online amb l'agenda que utilitzem habitualment. Entre les agendes més conegudes que suporten aquest protocol estan Microsoft Outlook, iCal, Lightning i Sunbird. Google ha publicat una aplicació (Google Calendar Sync), que és la que gestiona aquesta sincronització.

## Compatibilitat
Atès que Google Calendar és una aplicació web, pot executar-se en qualsevol sistema operatiu que disposi d'un navegador capaç de suportar les tecnologies web requerides. A causa que usa característiques avançades de tecnologies bastant recents, la compatibilitat amb navegadors inclou a Microsoft Internet Explorer 6+, Mozilla Firefox 1.0+, Opera 9, Safari 2.0.3 i Google Chrome, provocant errors de renderizat o fins i tot fallant totalment en la càrrega de les pàgines en altres navegadors menys populars